# Sayuki
Sayuki  (紗幸 Sa Hạnh), tên thật là Fiona Graham , là một geisha người Úc làm việc tại Nhật Bản. Cô cũng là một nhà nhân chủng học, nhà sản xuất và đạo diễn của các tài liệu nhân loại học. Cô đã làm việc trên một số chương trình truyền hình thế giới cũng như địa lý quốc gia, NHK, National Geographic, Channel 4, và BBC.
Vào tháng 12 năm 2007, sau một năm chuẩn bị và đào tạo, Sayuki chính thức ra mắt với tư cách là một geisha ở quận Asakusa của Tokyo. Trên 20 tuổi lần đầu tiên ra mắt, như kỹ nữ chứ không phải như hangyoku (nhiệm kỳ Tokyo cho Maiko). Cô là geisha phương Tây đầu tiên trong lịch sử Nhật Bản. Sayuki dùng một số bài học về nghệ thuật, nhưng nghệ thuật chính của cô là thổi sáo Nhật Bản.

## Tiểu sử
Fiona Graham được sinh ra tại Melbourne, Úc và lần đầu tiên đặt chân đến Nhật vào năm 15 tuổi khi tham gia hoạt động trao đổi học sinh.

## Học vấn
Sayuki lấy bằng cử nhân về tâm lý học và giảng dạy tại trường Đại học Keio. Cô ấy đã hoàn thành bằng Thạc sĩ vào năm 1992 và Tiến sĩ vào năm 2001 về nhân loại học xã hội tại trường Đại học Oxford, tập trung vào văn hóa doanh nghiệp Nhật Bản. Sayuki hiện tại đang là giảng viên tại trường Đại học Keio, Waseda và Toyo về văn hóa geisha.

## Geisha
Graham ban đầu chỉ bước vào nghề Geisha khi đang chỉ đạo cho một dự án phim tài liệu cho kênh National Geographic. Tuy nhiên, sau khi hoàn thành khóa đào tạo của mình dưới tư cách là một phần của dự án phim, cô đã được cho phép hành nghề geisha toàn thời gian và chính thức ra mắt vào tháng 12 năm 2007 dưới cái tên Sayuki .

## Liên kết bên ngoài
- Website chính thức của Sayuki